# Бетти Джевел
Бетти Джевел (урождённая Джулия Барони) — американская актриса, работавшая в 1920-х годах.

## Биография
Бетти родилась в Омахе от отца-итальянца Аттилио и матери-француженки (которая, кажется, умерла, когда Бетти была маленькой). Позже она окончила монастырь, прежде чем решила продолжить карьеру в шоу-бизнесе. Вначале она была танцовщицей Зигфельда. Её отцу принадлежало несколько итальянских ресторанов, и ему удалось устроить дочери встречу с Д. У. Гриффитом через некоторых своих клиентов.
Гриффиту она понравилась, он окрестил её «Третьей сиротой бури» (двумя другими были Дороти и Лилиан Гиш). Вскоре её пригласили сниматься в таких фильмах, как «Бесшумная команда» и «Новая заповедь»; позже она получила звёздный статус в таких вестернах, как «Таинственный всадник» и «Граница Аризоны». Сообщается, что она провела год, обучаясь верховой езде в Гриффит-парке в Лос-Анджелесе, Калифорния, чтобы подготовиться к ролям в этих вестернах.
Бетти Джевел вышла замуж за Макса Шлезингера в 1927 году; пара в конце концов развелась, после чего она, похоже, ушла из киноиндустрии. Позже вышла замуж за Фрэнка Эльфреда. Также состояла в кратковременной связи с британским актёром Рональдом Колманом.

## Фильмография
- Сиротки бури (1921)
- Бесшумная команда (1923)
- "Миля в минуту" Ромео (1923)
- Необходимое зло (1925)
- Новая заповедь (1925)
- Снова партнёры (1926)
- Таинственный всадник (1927)
- Граница Аризоны (1927)
- Последний изгой (1927)